# Chrysoperla defreitasi
Chrysoperla defreitasi là một loài côn trùng trong họ Chrysopidae thuộc bộ Neuroptera. Loài này được Brooks miêu tả năm 1994. Không có phân loài nào được liệt kê trong Danh mục sự sống.